# Arleta Bojke
Arleta Bojke (ur. 26 kwietnia 1984 w Elblągu) – polska dziennikarka, prezenterka telewizyjna, reportażystka, autorka książek, wykładowczyni akademicka.
W latach 2004–2024 związana z Telewizją Polską jako reporterka „Wiadomości” TVP1 oraz prowadząca programy o tematyce międzynarodowej w TVP Info. Od maja 2010 roku do grudnia 2013 roku korespondentka TVP w Moskwie, autorka reportaży z Rosji, Białorusi i Ukrainy, w tym z Euromajdanu, aneksji Krymu przez Rosję oraz wojny w Donbasie.
Od 2024 roku autorka liczącego ponad 200 tysięcy subskrybentów kanału na platformie YouTube „Koniec Świata”, poświęconego Rosji oraz dziennikarka Kanału Zero. Laureatka Wiktora 2014 w kategorii Dziennikarz Roku. Autorka książki Władimir Putin. Wywiad, którego nie było, współautorka książek Partyzanci. Dziennikarze na celowniku Łukaszenki oraz Wojna naszych czasów.

## Życiorys
Arleta Bojke urodziła się 26 kwietnia 1984 roku w Elblągu. Wychowała się w Darłowie, gdzie mieszkała z rodzicami. Ukończyła Szkołę Podstawową nr 1 im. Jana Kochanowskiego w Darłowie i III Liceum Ogólnokształcące im. Marynarki Wojennej RP w Gdyni. Ukończyła dziennikarstwo i stosunki międzynarodowe na Wydziale Nauk Politycznych i Dziennikarstwa Uniwersytetu Adama Mickiewicza w Poznaniu. Studiowała też w Berlinie na Fachhochschule für Verwaltung und Rechtspflege w ramach programu Erasmus oraz na Uniwersytecie Warszawskim w ramach programu Most. Jest wykładowczynią na Uniwersytecie SWPS, gdzie prowadzi zajęcia m.in. z wizerunku i autoprezentacji.
W 2004 roku rozpoczęła współpracę z TVP, przez pierwsze dwa lata będąc na praktykach. Po zatrudnieniu na stałe zajmowała się tematyką międzynarodową. Relacjonowała takie wydarzenia, jak wyjście Alego Ağcy z więzienia, zatrzymanie Romana Polańskiego w Szwajcarii czy proces Josepha Fritzla w Austrii.
W maju 2010 roku Arleta Bojke została korespondentką TVP w Moskwie. W czasie pracy relacjonowała m.in. wydarzenia związane z katastrofą smoleńską, wybory parlamentarne w 2011 roku, wybory prezydenckie w 2012 roku i falę protestów w Rosji w latach 2011–2012. Przeprowadziła rozmowy m.in. z prezydentem Białorusi Alaksandrem Łukaszenką, patriarchą Moskwy i Wszechrusi Cyrylem, premierem Gruzji Bidziną Iwaniszwilim i premierem Ukrainy Arsenijem Jaceniukiem. Wielokrotnie starała się także o wywiad z Władimirem Putinem, na co nie zgodziły się rosyjskie władze.
1 października 2010 roku relacjonując wydarzenia wokół katastrofy smoleńskiej razem z Przemysławem Marcem z RMF FM i Markiem Osiecimskim ze stacji TVN24 Arleta Bojke została zatrzymana przez rosyjskich żołnierzy w pobliżu miejsca tragedii. Zwolnienie polskich dziennikarzy nastąpiło tego samego dnia po interwencji polskiej konsul. Następnego dnia Ambasada RP w Moskwie zwróciła się do władz rosyjskich z prośbą o wyjaśnienie incydentu. W marcu 2013 roku Bojke zrealizowała reportaż o jakuckich diamentach od wydobycia i sortowania w mieście Mirny po produkcję biżuterii diamentowej. W październiku 2013 roku zdecydowała się wrócić do kraju zastąpiona na swoim stanowisku przez Jacka Gasińskiego. W 2015 roku podczas konferencji prasowej z udziałem polskich dziennikarzy w odpowiedzi na zapowiedź trudnego pytania prezydent Białorusi Alaksandr Łukaszenka zaproponował jednemu z dziennikarzy napić się kawy, a Arlecie Bojke zaproponował „herbatę z dżemem malinowym”. Fraza ta stała się memem w białoruskim internecie.
Od października 2013 roku do grudnia 2015 roku była reporterką „Wiadomości”. Relacjonowała wówczas wydarzenia na Ukrainie podczas Euromajdanu i rewolucji godności, aneksji Krymu przez Rosję oraz wojny w Donbasie, w tym I bitwę o lotnisko w Doniecku pod koniec maja 2014 roku. Przygotowywała także reportaże dla „Panoramy”. Następnie pracowała w redakcji zagranicznej TVP Info, będąc jedną z prowadzących wieczorny program „Studio świat”, przedstawiający wydarzenia ze świata w 8-minutowym formacie. 4 września 2016 roku zadebiutował sobotni program Arlety Bojke „Wszystkie strony świata”. W 2017 roku po wakacyjnej przerwie program został zastąpiony przez 10-minutowy przegląd wydarzeń o tematyce zagranicznej „Widziane z Polski” emitowany od poniedziałku do piątku o 23:55 na antenie TVP Info. Prowadzącymi program były na zmianę Arleta Bojke i Marta Radziach.
W 2014 roku w ramach dyskusji „Ukraina po wyborach” zorganizowanej przez Polski Instytut Spraw Międzynarodowych Bojke zwróciła uwagę na finansowanie „wpływowych sił politycznych” na Ukrainie przez oligarchów, co określiła jako jedno z wyzwań trwającej wówczas transformacji. Autorka książki Władimir Putin. Wywiad, którego nie było, wydanej w 2017 roku przez wydawnictwo PWN.
W czasie protestów na Białorusi po sfałszowanych wyborach prezydenckich w sierpniu 2020 roku była jedną z prowadzących cykl „Raport z Białorusi” emitowany kilka razy dziennie na antenie TVP Info. Przeprowadziła wywiad ze Swiatłaną Cichanouską po tym, jak działaczka opozycji opuściła Białoruś. Pomysłodawczyni i współautorka książki Partyzanci. Dziennikarze na celowniku Łukaszenki napisanej we współpracy przez 29 polskich dziennikarzy z różnych środowisk. Pomysł na inicjatywę powstał po uprowadzeniu Ramana Pratasiewicza przez reżim Łukaszenki w maju 2021 roku. W ramach projektu przedstawiono historie 20 białoruskich dziennikarzy. Cały dochód ze sprzedaży został przeznaczony na działalność Informacyjnego Biura Białoruś w Fokusie wspierającego białoruskie media niezależne. Przy okazji premiery książki w sierpniu 2021 roku Arleta Bojke powiedziała, że polskie media za mało interesują się sprawami Białorusi.
9 lutego 2022 roku z okazji Dnia Solidarności z Niezależnymi Mediami Białorusi, ogłoszonego przez Swiatłanę Cichanouską odbyła się prezentacja książki. W organizację spotkania włączyły się Centrum Białoruskiej Solidarności, Press Club Białoruś i Press Club Polska. W wydarzeniu wzięli udział współautorzy książki Arleta Bojke i Michał Potocki, bohaterka książki Nadia Bużan i redaktor naczelna Karty'97 Natalia Radzina. W maju 2022 roku przy wsparciu ambasad Kanady i Wielkiej Brytanii wydano anglojęzyczną wersję książki. 31 marca 2022 roku na rozdaniu Wiktorów 2021 Arleta Bojke ogłosiła, że nagrodę Dziennikarza Roku 2021 otrzymał dziennikarz i więzień polityczny reżimu Łukaszenki Andrzej Poczobut.
Arleta Bojke była jednym z nielicznych reporterów TVP Info, którzy pozostali w składzie redakcyjnym stacji po rozpoczęciu sporu wokół TVP w grudniu 2023 roku, po zmianie władzy w Polsce. Na przełomie 2023 i 2024 roku przygotowywała materiały do programu „19.30”. Współautorka zbioru reportaży „Wojna naszych czasów”, który ukazał się w listopadzie 2023 roku, opowiadającego o uchodźcach i wolontariuszach w Polsce podczas ukraińskiego kryzysu uchodźczego.
W lutym 2024 roku Arleta Bojke podpisała się pod apelem Klubu Jagiellońskiego „Czas skończyć tę wojnę!”, w którym przedstawiciele stowarzyszenia w drugą rocznicę inwazji Rosji na Ukrainę wezwali polityków do „ponadpartyjnej współpracy w sprawach kluczowych dla bezpieczeństwa i rozwoju Polski” oraz „podjęcia zdecydowanych działań na rzecz zakończenia kryzysu ustrojowego”. Apel poparło ponad 10 tysięcy osób, Bojke wycofała jednak później swój podpis. Według portalu wirtualnemedia.pl dziennikarka uznała, że reprezentując TVP nie powinna wspierać takiego apelu. Miesiąc później zakończyła więc współpracę z Telewizją Polską.
W lutym 2024 roku Arleta Bojke uruchomiła swój autorski kanał w serwisie YouTube „Koniec Świata”. Materiały na kanale trwają około 20 minut i publikowane są we wtorki. Tematyka obejmuje głównie wydarzenia z Rosji, omawianie rosyjskiej propagandy oraz materiałów z rosyjskich mediów, jak i rozmowy z ekspertami. Do końca marca 2024 roku zdobyła ponad 2 tysiące subskrybentów. 9 stycznia 2025 roku liczba subskrybentów kanału przekroczyła 100 tysięcy.
Wraz z końcem marca 2024 roku odeszła z Telewizji Polskiej, a na początku kwietnia 2024 roku rozpoczęła współpracę z Kanałem Zero Krzysztofa Stanowskiego. Uzasadniając swoją decyzję o odejściu z TVP Bojke uznała, że jej formuła współpracy z Telewizją Polską wyczerpała się. Kanał Zero porównała do niezależnego i rzetelnego dziennikarstwa rozwijającego się od lat na ukraińskiej scenie medialnej.
W Kanale Zero Bojke prowadzi ukazujący się co niedzielę program „Świat od zera”, którego odcinki do połowy lipca 2024 roku odnotowywały średnio 133 tysiące wyświetleń. W związku z wyborami prezydenckimi w Stanach Zjednoczonych jesienią 2024 roku Arleta Bojke i Joanna Pinkwart prowadziły cykl „Amerykańskie Zero” opowiadający o amerykańskiej kampanii prezydenckiej, systemie politycznym USA i reakcjach powyborczych.
1 sierpnia 2024 roku Bojke skrytykowała restrukturyzację Biełsat TV przez TVP, w ramach której doszło do wyłączenia czterech stron internetowych Biełsatu. Kilka dni później odniosła się krytycznie do części środowiska dziennikarskiego i politycznego, która uwierzyła w prowokację dziennikarską Kanału Zero wobec Zbigniewa Stonogi bez weryfikowania treści podanych w materiale opublikowanym przez Stonogę.
24 sierpnia 2024 roku Arleta Bojke przeprowadziła wywiad z prezydentem Andrzejem Dudą w czasie podróży pociągiem do Kijowa z okazji Dnia Niepodległości Ukrainy. W trakcie rozmowy poruszyła kwestię polsko-białoruskiego aktywisty i więźnia politycznego reżimu Łukaszenki Andrzeja Poczobuta. W październiku 2024 roku określiła, że Poczobut jest zakładnikiem reżimu z dwóch powodów: ponieważ jest dziennikarzem oraz aktywistą mniejszości polskiej na Białorusi, represjonowanej przez władze po 2020 roku.

## Nagrody
29 listopada 2014 roku została wyróżniona tytułem TORpedy w plebiscycie Studenckich Nagród Dziennikarskich MediaTory „za wzorowe dziennikarstwo newsowe, zwłaszcza za zagraniczną korespondencję z Ukrainy i Soczi”. 30 marca 2015 roku została laureatką Wiktora 2014 w kategorii Dziennikarz Roku za „wrażliwość na krzywdę drugiego człowieka”. Nominowana do nagrody Grand Press 2015 za reportaż z Ukrainy pt. „Byliśmy braćmi”.

## Publikacje
- Władimir Putin. Wywiad, którego nie było, Warszawa 2017, wydawnictwo PWN, ISBN 9788301191634.
- Partyzanci. Dziennikarze na celowniku Łukaszenki, 2021, Wydawnictwo Adam Marszałek i Press Club Polska, ISBN 978-83-8180-488-2 (pomysłodawczyni i współautorka)
- Wojna naszych czasów, 2023, Wydawnictwo Studio Magenta, ISBN 9788396925725 (współautorka)

## Życie prywatne
Córka Ewy, byłej wiceburmistrz Darłowa i Mieczysława Bojke, lekarza weterynarii. Mówi w języku rosyjskim, którego naukę rozpoczęła w liceum. Za jeden ze swoich autorytetów dziennikarskich uznaje włoską dziennikarkę i pisarkę Orianę Fallaci. Wśród innych cenionych przez siebie dziennikarzy wymieniła Christiane Amanpour, Ryszarda Kapuścińskiego, Wojciecha Jagielskiego, Justynę Kopińską, Magdalenę Rigamonti oraz reporterów wojennych Pawła Pieniążka i Marka Sygacza.